# Dane Cameron
Dane Cameron (Newport Beach, 18 ottobre 1988) è un pilota automobilistico statunitense, vincitore quattro volte del Campionato IMSA WeatherTech SportsCar, tre nella massima categoria (2016, 2020 e 2024) e una nella classe GTD (2014).

## Carriera

### L'inizio in monoposto
Cameron dopo aver concluso secondo nel Campionato Nazionale Canadese di Karting, passa nel 2005 alle corse in monoposto. Partecipa alla Formula Russell, dove conquista sei vittorie e vince il campionato con un risicato vantaggio. Il 2006 è un anno molto positivo, trionfa nella 
Formula Palmer organizzata da Audi e arriva secondo nella Formula Ford 2000. L'anno seguente con il team JDC Motorsports partecipa e vince il campionato Star Mazda, arrivando davanti a James Davison.
Nel 2009 Cameron passa alle vetture GT, esordisce nella Gran American Rolex Series a guida di una Mazda RX-8, chiude 17º nella classe GT con un terzo posto al Watkins Glen International come migliore risultato. L'anno successivo passa alla classe Daytona Prototype ma partecipa solo a due gare nella Rolex Sports Car Series e alla 12 Ore di Sebring nel campionato American Le Mans Series con il team Genoa Racing con cui riesce a conquistare la vittoria.

### WeatherTech SportsCar Championship (IMSA)

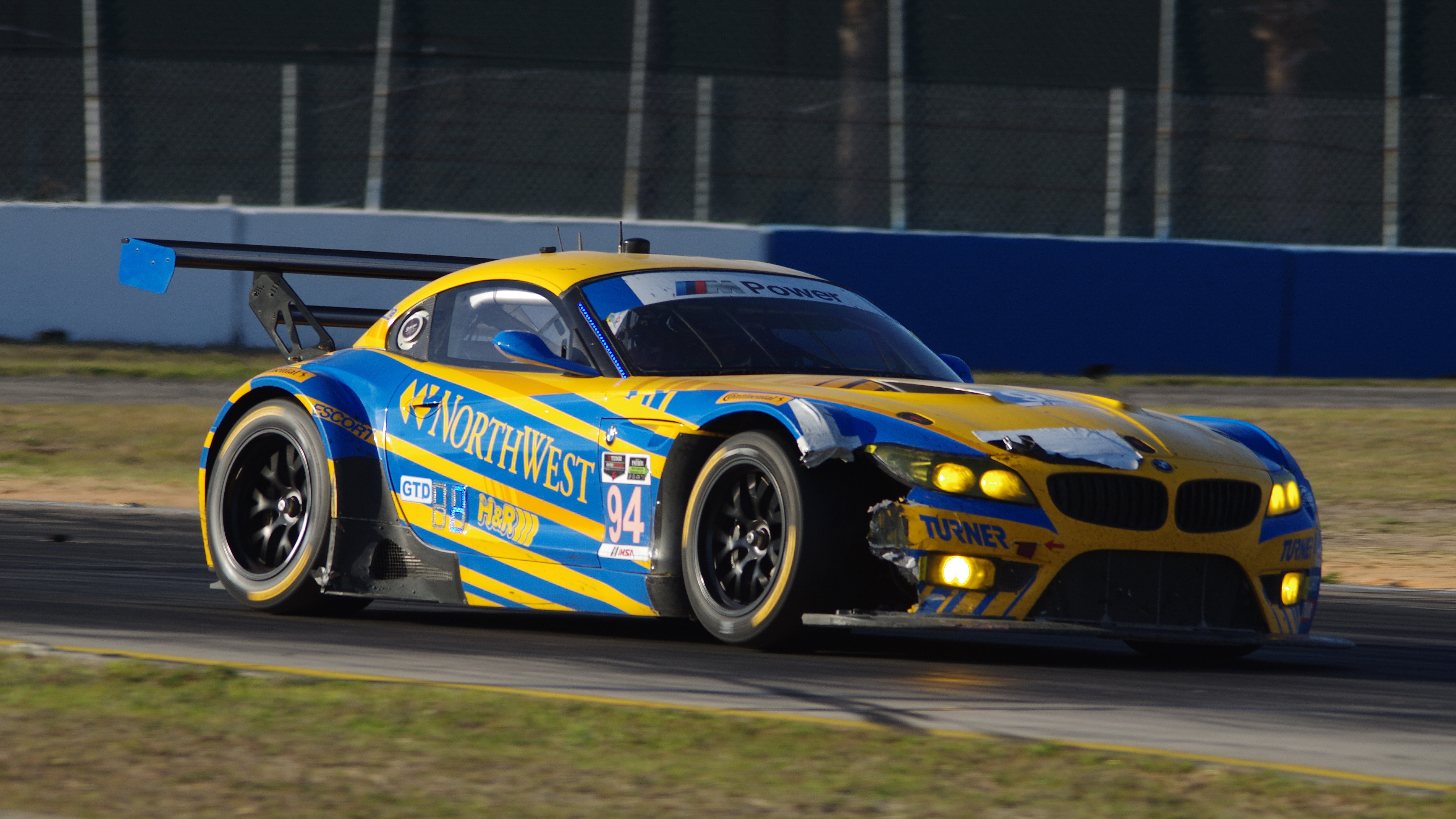
Dane Cameron con la BMW nel 2014

#### Esordio nella classe GTD (2014)
Nel 2014 esordisce nel campionato IMSA con il team Turner Motorsport sempre nella categoria GTD. Lo statunitense si divide con Markus Palttala la guida della BMW Z4 GT3, chiudono settimi nella 24 Ore di Daytona ma nel resto della stagione ottengono quattro vittorie e due terzi posti, risultati che portano il team a vincere nella loro classe. Per Cameron è il primo grande successo in carriera che lo proietta alle vetture prototipo.
Lo stesso a guida di una Ferrari 458 Italia GT2 del team italo-americano Risi Competizione partecipa a una gara della categoria GTLM sul Circuito di Laguna Seca.

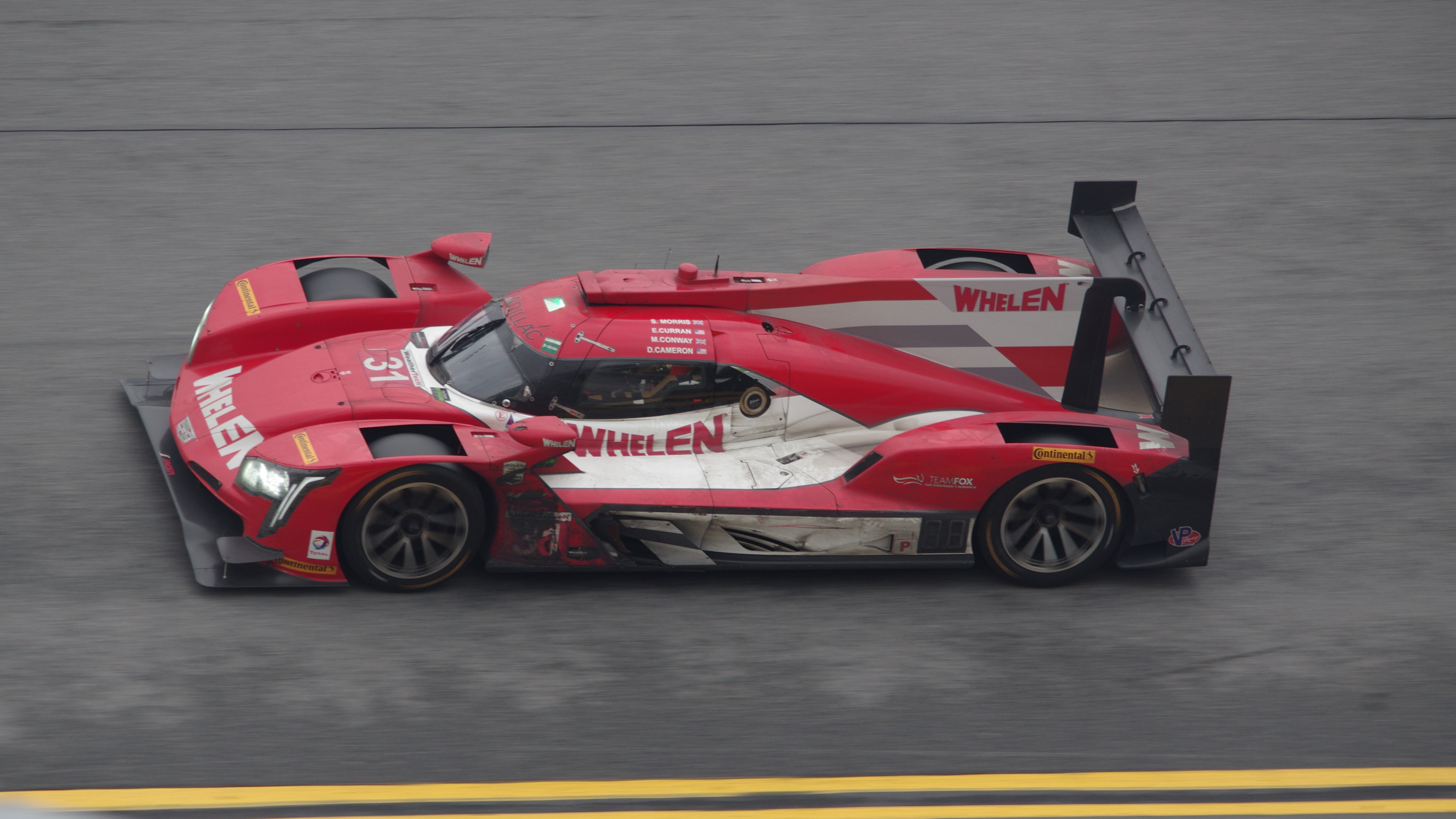
Dane Cameron durante la 24 Ore di Daytona nel 2017

#### Classe Prototipi con il team Azione Express Racing (2015-2017)
Nel 2015 passa alla classe Daytona Prototype con il team Azione Express Racing. Divide la vettura Corvette DP con Eric Curran, nel loro primo anno assieme vincono due gare e chiudono terzi in classifica. Cameron viene confermato dal team fino il 2017, nel secondo anno l'equipaggio conquista altre due vittorie e altri cinque podi, risultati necessari per vincere il campionato IMSA.
Nel 2017 il team sceglie la nuova Cadillac DPi-V.R, conquistano una sola vittoria e altri sei podi, ma non basta per confermarsi campione, chiudono secondi a 21 punti da l'equipaggio formato da Jordan Taylor e Ricky Taylor.

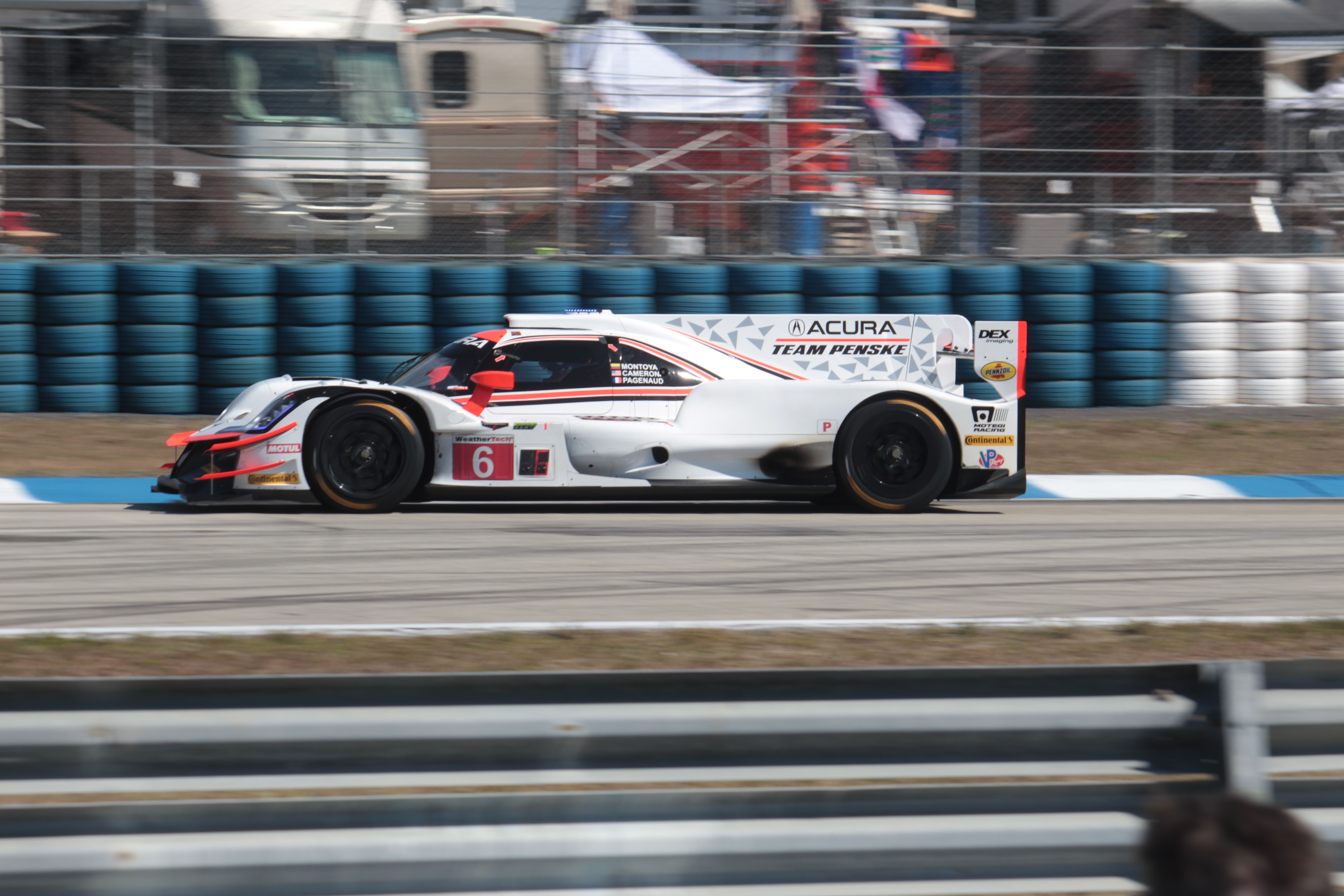
Dane Cameron alla 12 ore di Sebring nel 2018

#### Acura Team Penske (2018-2021)
Per la stagione 2018 del IMSA, Cameron passa al Team Penske, uno dei team più prestigiosi nelle corse americane. Insieme all'ex pilota di Formula 1 Juan Pablo Montoya guidano la Acura ARX-05. La stagione delude le aspettative, non conquistano nessuna vittoria e chiudono quinti in classifica.
L'anno successivo cambiano i regolamenti, viene creata la nuova categoria, la Daytona Prototype International (DPi) come sostituto della vecchia Daytona Prototype. La vettura Acura ARX-05 si dimostra molto competitiva, Cameron e Montoya vincono tre gare e ottengono altri quattro posti, risultati sufficienti per battere il duo brasiliano formato da Felipe Nasr e Luís Felipe Derani e laurearsi campioni. Nel 2020 continua la collaborazione con Montoya ma non raggiungono la vittoria, chiudono sesti in classifica.
Per la stagione 2021 il Team Penske lascia IMSA per concentrarsi con il marchio Porsche sul progetto del prototipo LMDh, Cameron passa al team Meyer Shank Racing sempre a guida della Acura ARX-05. La stagione è piuttosto complicata, l'americano non ha un co-pilota fisso, si alternano Olivier Pla, Hélio Castroneves e Juan Pablo Montoya. Ottengono solo due podi e finiscono quinti in classifica finale.

### Campionato del mondo endurance (WEC)

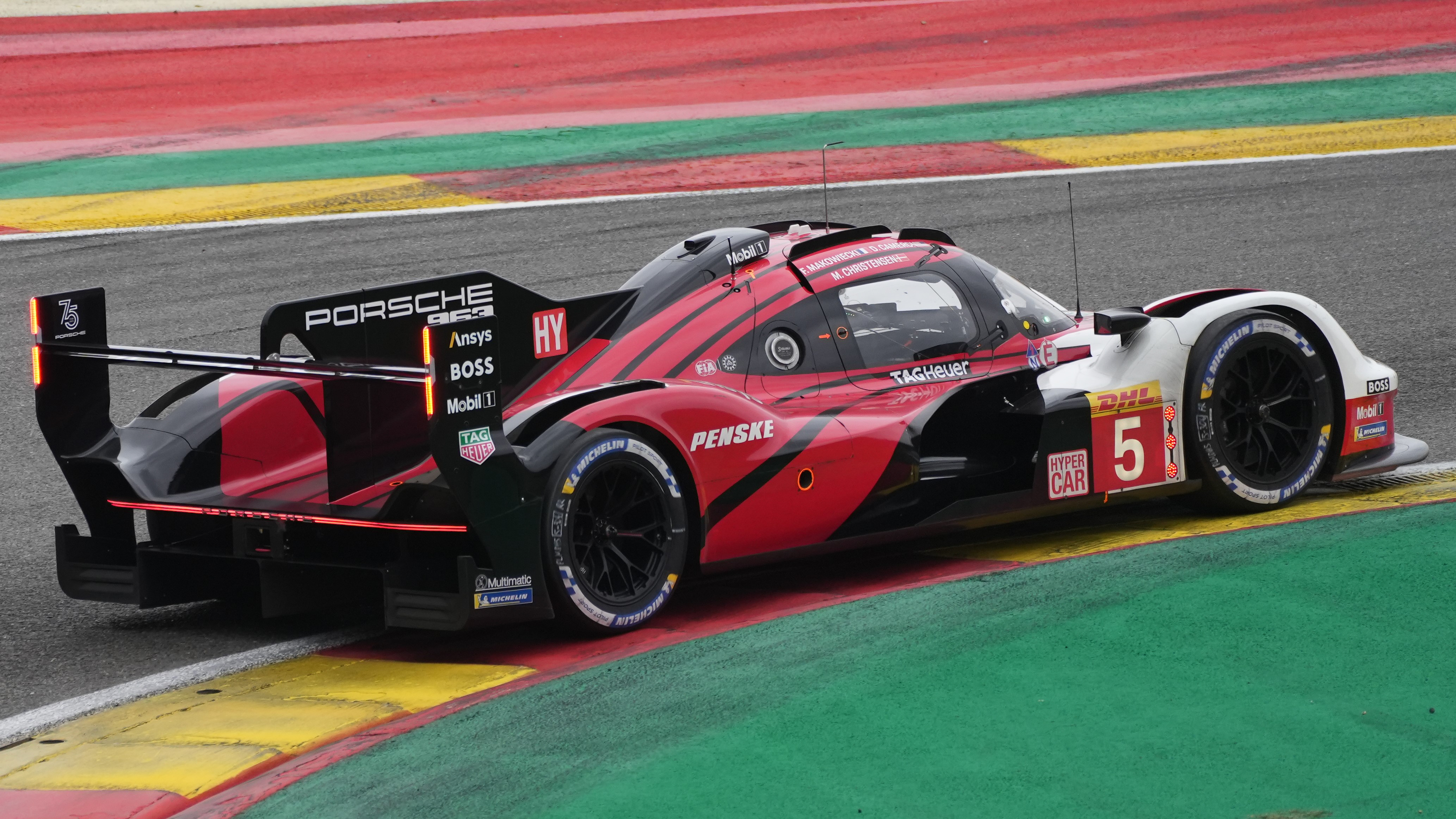
La Porsche 963 di Cameron durante la 6 ore di Spa 2023

Nel dicembre del 2021 la Porsche insieme al team Penske ha mostrato per la prima volta alcune immagini del suo nuovo prototipo LMDh che esordirà nel 2023 e ha annunciato Dane Cameron e Felipe Nasr come suoi piloti. Per prepararsi alla LMDh, nel 2022 partecipa nella classe LMP2 con il Team Penske. Il pilota statunitense porterà in pista la 963 nel Campionato del mondo endurance e nella Endurance Cup del Campionato IMSA WeatherTech SportsCar, nel WEC dividerà la vettura con Frédéric Makowiecki e Michael Christensen mentre nel IMSA con Nick Tandy e Mathieu Jaminet.
Cameron porta la Porsche 963 del team Penske Motorsports a vincere il Campionato IMSA WeatherTech SportsCar 2024. Nella stagione, dove ha diviso la vettura con Felipe Nasr e nelle gare della Michelin Endurance Cup con anche Matt Campbell, ha vinto la 24 Ore di Daytona e la 6 Ore di Watkins Glen.

## Risultati

### Rirultati IMSA
| Anno | Team                                  | Classe | Auto                   | 1      | 2      | 3     | 4     | 5     | 6      | 7      | 8     | 9     | 10     | 11    | Pos.  | Punti |
| ---- | ------------------------------------- | ------ | ---------------------- | ------ | ------ | ----- | ----- | ----- | ------ | ------ | ----- | ----- | ------ | ----- | ----- | ----- |
| 2014 | Turner Motorsport                     | GTD    | BMW Z4 GT3             | DAY 7  | SEB 7  | LGA 1 | BEL 6 | WGL 1 | MOS 3  | IMS 15 | ELK 1 | VIR 1 | AUS 3  | ATL 4 | 1°    | 304   |
| 2014 | Risi Competizione                     | GTLM   | Ferrari 458 Italia GT2 | DAY    | SEB    | LGA 9 | BEL   | WGL   | MOS    | IMS    | ELK   | VIR   | AUS    | ATL   | 35°   | 23    |
| 2015 | Action Express Racing                 | P      | Corvette DP            | DAY 4  | SEB 5  | LBH 4 | LGA 5 | BEL 1 | WGL 4  | MOS 2  | ELK 1 | AUS 5 | ATL 3  |       | 3°    | 304   |
| 2015 | Turner Motorsport                     | GTD    | BMW Z4 GT3             | DAY    | SEB    | LGA   | BEL   | WGL   | LIM 1  | ELK    | VIR   | AUS   | ATL    |       | 30°   | 36    |
| 2016 | Action Express Racing                 | P      | Corvette DP            | DAY 6  | SEB 2  | LBH 3 | LGA 3 | BEL 6 | WGL 2  | MOS 1  | ELK 1 | AUS 2 | ATL 4  |       | 1°    | 314   |
| 2017 | Whelen Engineering Racing             | P      | Cadillac DPi-V.R       | DAY 6  | SEB 3  | LBH 8 | AUS 2 | BEL 2 | WGL 10 | MOS 1  | ELK 4 | LGA 2 | ATL 2  |       | 2°    | 291   |
| 2018 | Acura Team Penske                     | P      | Acura ARX-05           | DAY 10 | SEB 14 | LBH 5 | MOH 2 | BEL 3 | WGL 3  | MOS 10 | ELK 5 | LGA 3 | ATL 13 |       | 5°    | 251   |
| 2019 | Acura Team Penske                     | DPi    | Acura ARX-05           | DAY 6  | SEB 9  | LBH 3 | MOH 1 | BEL 1 | WGL 3  | MOS 3  | ELK 2 | LGA 1 | ATL 4  |       | 1°    | 302   |
| 2020 | Acura Team Penske                     | DPi    | Acura ARX-05           | DAY 4  | DAY 4  | SEB 6 | ELK 8 | ATL 6 | MDO 7  | PET 3  | LGA 2 | SEB 2 |        |       | 6°    | 247   |
| 2021 | Meyer Shank Racing con Curb-Agajanian | DPi    | Acura ARX-05           | DAY 4  | SEB 3  | MDO 6 | DET 6 | WGL 2 | WGL 6  | ELK 5  | LGA 4 | LBH 6 | PET 6  |       | 5°    | 2946  |
| 2023 | Porsche Penske Motorsport             | GTP    | Porsche 963            | DAY 8  | SEB 3  | LBH   | MON   | WGL   | MOS    | ELK    | IMS   | PET   |        |       | 580   | 17°   |
| 2024 | Porsche Penske Motorsport             | GTP    | Porsche 963            | DAY 1  | SEB 3  | LBH 3 | LGA 3 | DET 4 | WGL 1  | ELK 2  | IMS   | PET   |        |       | 2386* |       |

### Risultati nel WEC
| Anno    | Squadra                   | Classe   | Vettura     | SEB | SPA | LMS | MON | FUJ | BHR |     | Punti | Pos. |
| ------- | ------------------------- | -------- | ----------- | --- | --- | --- | --- | --- | --- | --- | ----- | ---- |
| 2022    | Team Penske               | LMP2     | Oreca 07    | 8   | 4   | 5   |     |     |     |     | 42    | 10°  |
| Anno    | Squadra                   | Classe   | Vettura     | SEB | ALG | SPA | LMS | MON | FUJ | BHR | Punti | Pos. |
| 2023    | Porsche Penske Motorsport | Hypercar | Porsche 963 | 5   | 10  | 4   | 7   | 4   | 12  | 7   | 61    | 7°   |
| Legenda |                           |          |             |     |     |     |     |     |     |     |       |      |

### 24 Ore di Le Mans
| Stagione | Squadra                   | Co-piloti                               | Vettura         | Classe   | Giri | Pos. | Class Pos. |
| -------- | ------------------------- | --------------------------------------- | --------------- | -------- | ---- | ---- | ---------- |
| 2022     | Team Penske               | Felipe Nasr Emmanuel Collard            | Oreca 07-Gibson | LMP2     | 368  | 9°   | 5°         |
| 2023     | Porsche Penske Motorsport | Michael Christensen Frédéric Makowiecki | Porsche 963     | Hypercar | 324  | 16°  | 9°         |
| 2025     | AO by TF                  | Louis Delétraz P. J. Hyett              | Oreca 07        | LMP2     | 366  | 20°  | 3°         |